# مارك باول (روائي)
مارك باول (بالإنجليزية: Mark Powell)‏ (1976)؛ روائي أمريكي.